# جوهر مسیحیت

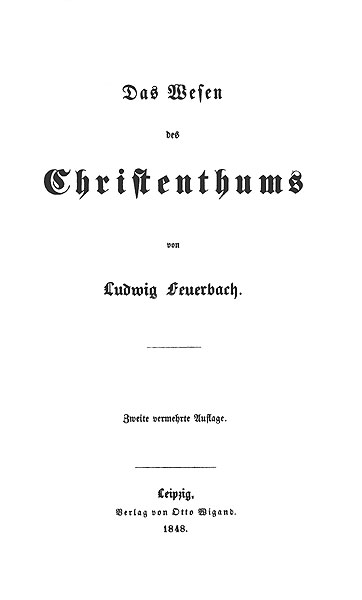
صفحه عنوان

ماهیت مسیحیت (به آلمانی: Das Wesen des Christentums ... به انگلیسی: The Essence of Christianity) کتابی است به قلم لودویگ فویرباخ، فیلسوف آلمانی، که اولین بار در سال ۱۸۴۱ منتشر شد. این اثر موجب برانگیختن موجی از خشم نسبت به وی در جامعه دانشگاهی آلمان، و سلب کرسی استادی از وی شد؛ اندیشه‌های وی در این کتاب تاثیری بنیادین بر آرا و نظرات  کارل مارکس و  فردریش انگلس گذاشت و ماکس اشترنر نیز اثر اصلی خود، خود و آنچه از اوست را تحت تاثیر نظرات فویرباخ در این کتاب، نگاشت.
این کتاب که اثر بنیادین و اصلی فویرباخ محسوب می‌شود، شرح دیدگاه وی نسبت به مسآله ماهیت و منشأ مذهب و پدیداری دین از ناخودآگاه انسانی، را دربر می‌گیرد.
در نظر فویرباخ، ادیان خود انعکاسی هستند از آمال و باورهای درونی اشخاص. به همین نحو مذهب چه در جایگاه کمال، که برگرفته‌ای است از صفات نیک و عشق درونی انسان؛ و چه در پست‌ترین مرتبه یعنی دینی که با انعکاس خودخواهی و پلشتی ذات انسان از رسالت خود بدور مانده، در هر صورت در حقیقت ساخته و پرداخته و انعکاسی است از ذات خود انسان و توسط او.
این کتاب توسط جورج الیوت -نام مستعار مری‌آن ایوانز- به انگلیسی بازگردانده شد.
در ایران برای اولین بار توسط تیرداد نیکی به فارسی ترجمه شد.

## تاثیر
تئوری از خود بیگانگی فویرباخ دراین کتاب مطرح شد و بعدها مورد استفادهٔ کارل مارکس قرار گرفت که تئوری از خود بیگانگی خود را ساخت. مارکس بخاطر این اثر، فویرباخ را "فاتح به حق فلسفهٔ قدیم" خواند؛ هرچند که بعدها یکی از آثار اصلی خود (تزهایی دربارهٔ فویرباخ) را در نقد و گذر از فلسفهٔ او نگاشت.
ماکس اشتیرنر در کتاب «خود و آنچه از اوست» بحثش را با اشاره به این کتاب آغاز می‌کند.

## ترجمه به زبان‌های دیگر
ماری‌آن ایوانز داستان نویس انگلیسی که با نام مستعار جورج الیوت شناخته می‌شود، مترجم این کتاب به زبان انگلیسی است.
جوزف روی مترجم این کتاب به فرانسوی است.
در ایران تیرداد نیکی این کتاب را به فارسی برگردانده است.

## نسخه‌ها

### آلمانی
- (۱۸۴۱) اول. "ماهیت مسیحیت". لایپزیگ: اتو ویگاند.
- (۱۸۴۳) دوم. "ماهیت مسیحیت". لایپزیگ: اتو ویگاند.
- (۱۸۴۸) دوم. "ماهیت مسیحیت". لایپزیگ: اتو ویگاند. Google (NYPL)
- (۱۸۴۹) سوم. "آثار کامل لودویگ فویرباخ". جلد 7. لایپزیگ: اتو ویگاند. Google (آکسفورد)
- (۱۸۸۳) چهارمین. "جوهر مسیحیت". لایپزیگ: اتو ویگاند.

### انگلیسی
(ترجمه شده توسط  مری آن ایوانز، به عنوان "جورج الیوت")
- (۱۸۵۴) اول. "جوهر مسیحیت". لندن: جان چپمن. IA (St Mary's)
- (۱۸۸۱) دوم. "جوهر مسیحیت". لندن: Trübner & Co. Google (آکسفورد)
- (۱۸۹۳) سوم. "جوهر مسیحیت". لندن: Kegan Paul، Trench، Trübner & Co.; نیویورک: هارپر و رو (Harper Torchbooks)، 1957.

### فرانسوی
(ترجمه جوزف روی)
- (۱۸۶۴) "جوهر مسیحیت". پاریس: کتابفروشی بین‌المللی. Google (گنت)